# Alt St. Petrus und Paulus (Odendorf)

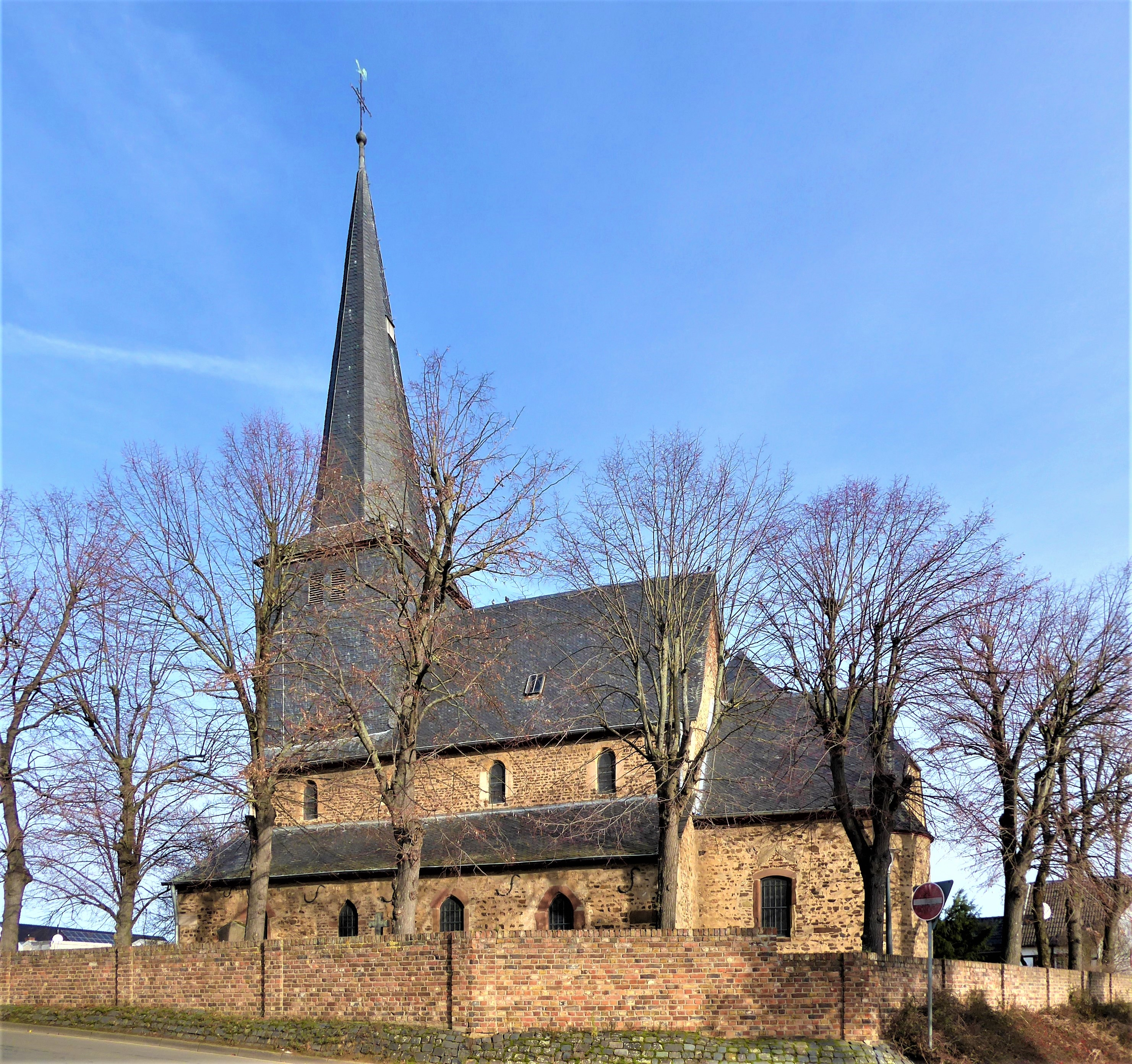
Alte Pfarrkirche St. Petrus und Paulus in Odendorf

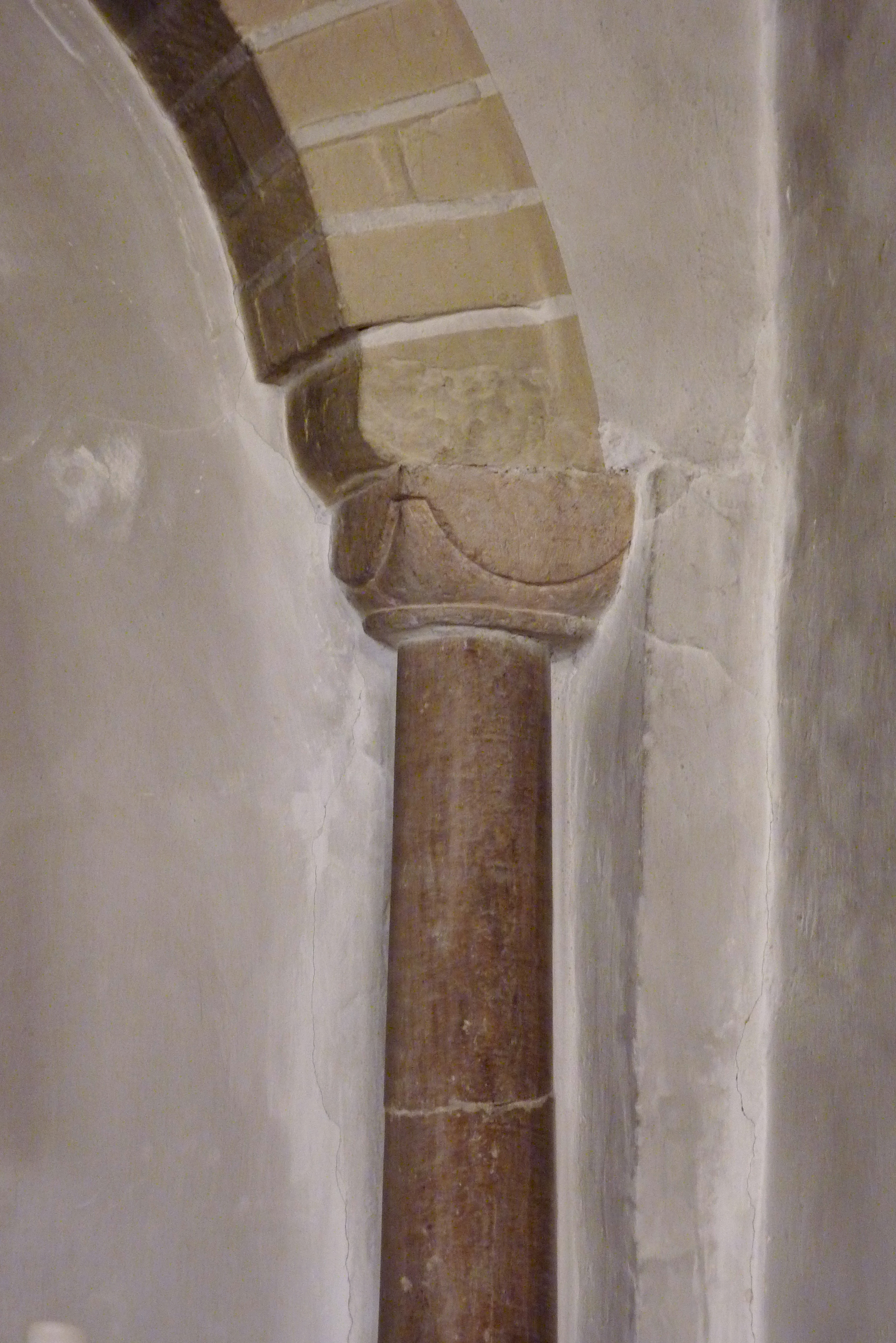
Romanisches Würfelkapitell

Die alte katholische Pfarrkirche St. Petrus und Paulus in Odendorf, einem Ortsteil der Gemeinde Swisttal im Rhein-Sieg-Kreis in Nordrhein-Westfalen, ist eine romanische Pfeilerbasilika aus dem frühen 12. Jahrhundert. Sie wurde gegen Ende des 15. Jahrhunderts im Stil der Gotik umgestaltet und im 18. Jahrhundert barockisiert. Die Kirche ist ein geschütztes Baudenkmal.

## Geschichte
Die Kirche, die ursprünglich wohl nur dem Patrozinium Apostel Petrus unterstellt war, ist 1274 im Steuerverzeichnis der Kölner Erzbischöfe, dem Liber valoris, erwähnt. 1481 übernahm das Kartäuserkloster von St. Alban in Trier das Patronatsrecht. In dieser Zeit vermauerte man die Fenster der Apsis, und die Fenster der Seitenschiffe wurden gotisch umgestaltet. Die Innenwände wurden verputzt und mit Fresken ausgeschmückt. Von 1720 bis 1786 wurde die Kirche im Stil des Barock umgebaut und es wurde eine Sakristei angefügt.
1906 wurde unweit der alten Kirche eine neue, neugotische Pfarrkirche geweiht, ebenfalls mit dem Patrozinium der heiligen Petrus und Paulus, und die alte Kirche wurde für ihre neue Nutzung umgebaut. Der Chor wurde mit einer Mauer abgetrennt und diente dem angrenzenden Frauenkloster als Hauskapelle. In das Langhaus wurde eine Decke eingezogen. Der obere Raum wurde von den Nonnen als Schlafsaal genutzt und im unteren Raum wurde ein Kindergarten untergebracht. Als 1957 ein neuer Kindergarten gebaut wurde und das Kloster bereits aufgelöst war, konnte die alte Kirche grundlegend restauriert und wieder in ihren ursprünglichen Zustand versetzt werden.

## Architektur

### Außenbau
Die Kirche ist aus Bruchsteinmauerwerk, in dem römische Ziegel und Gussbetonblöcke mitverbaut sind, errichtet. Für die Eckquaderung wurden teilweise Kalksinterplatten verwendet. Über dem Westgiebel erhebt sich ein schiefergedeckter Dachreiter mit Spitzhelm aus spätgotischer Zeit.

### Innenraum

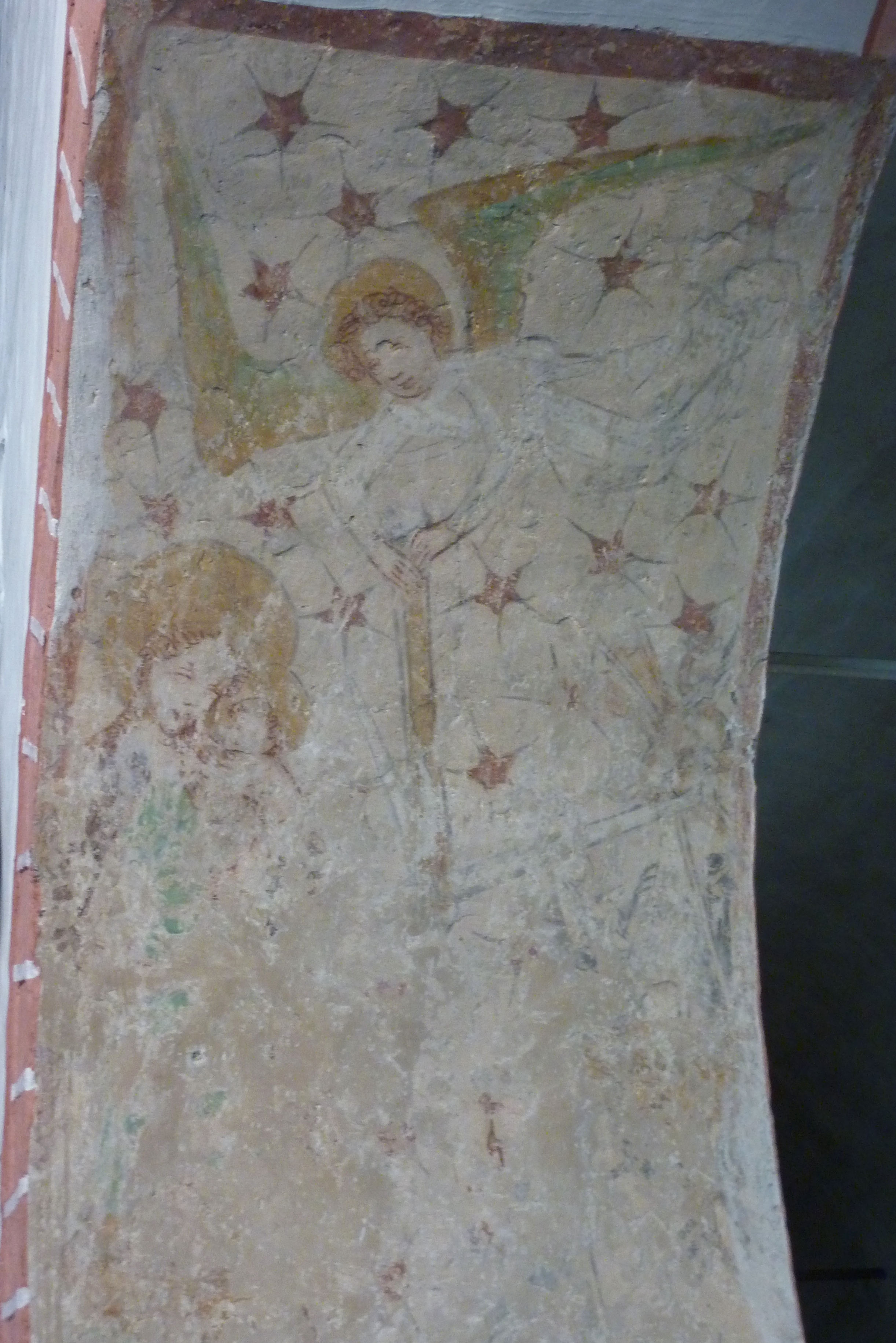
Wandmalerei an einem Arkadenbogen

Die Kirche ist als dreischiffige Pfeilerbasilika angelegt. An das flachgedeckte Langhaus schließen sich im Osten ein Chorquadrat und eine halbrund geschlossene Apsis an. Im Obergaden sind noch die romanischen Fenster erhalten. Die tonnengewölbten Seitenschiffe sind von spätgotischen Spitzbogenfenstern durchbrochen.

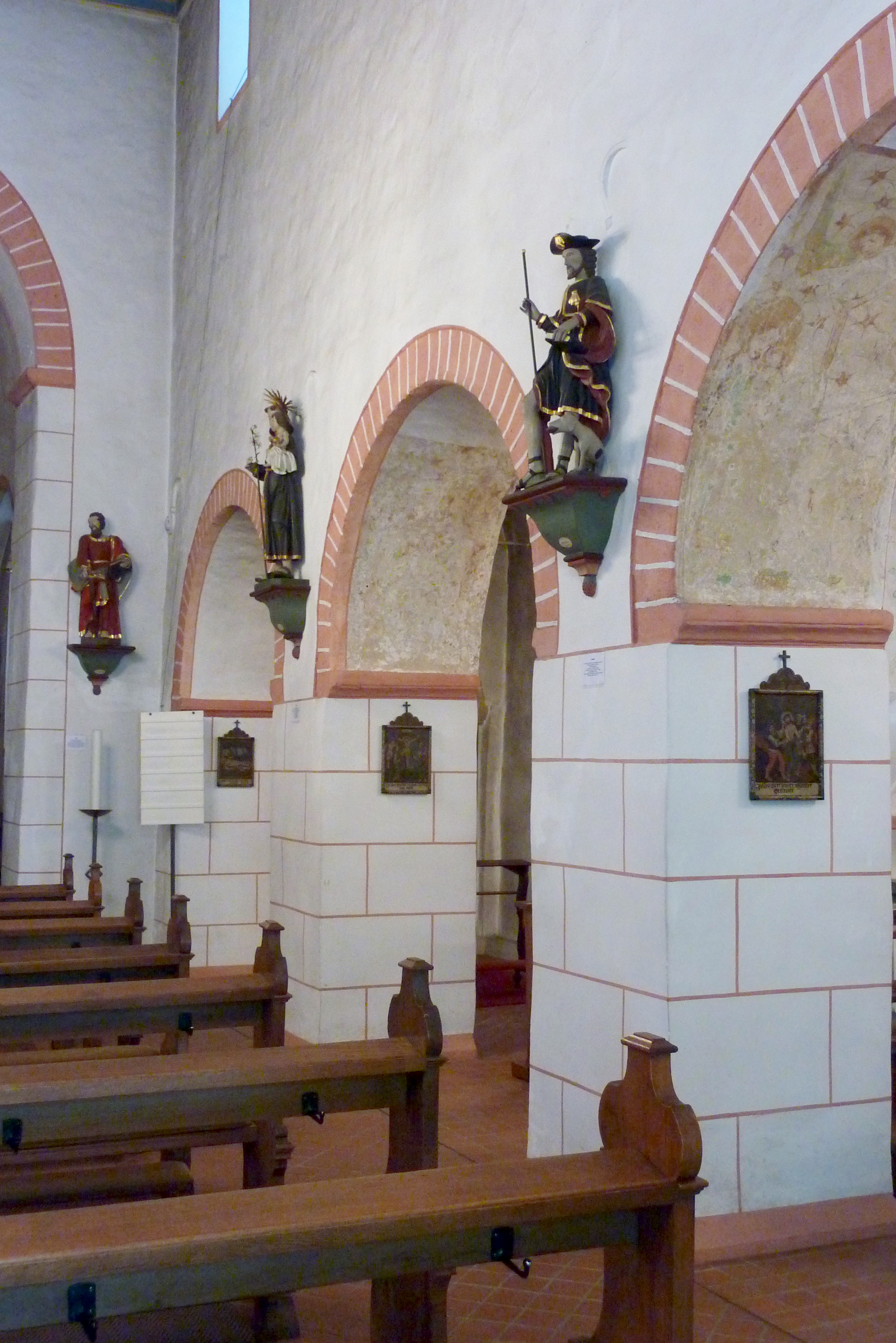
Mittelschiffarkaden
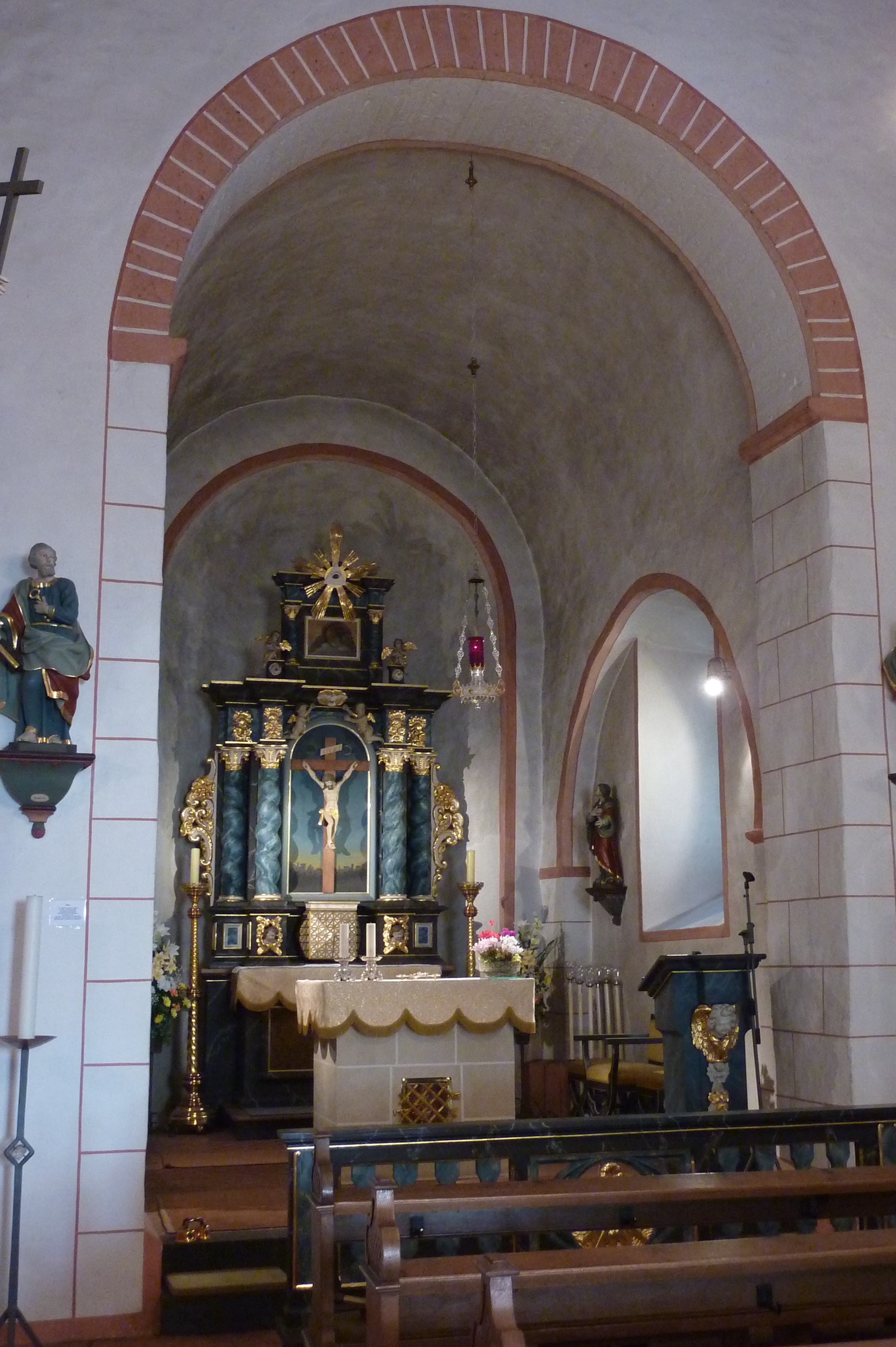
Chor
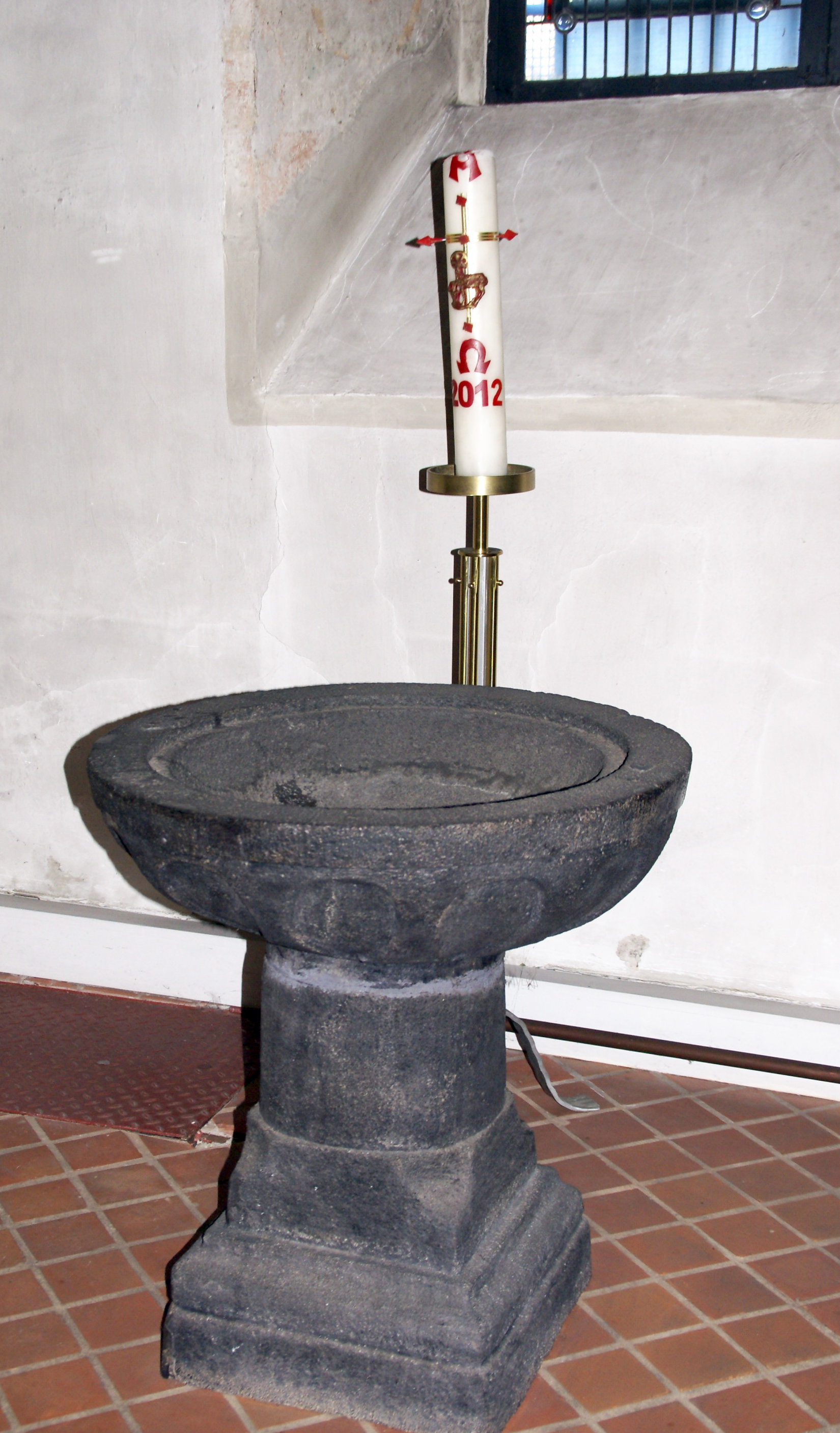
Romanisches Taufbecken

## Wandmalereien
An zwei Arkadenbögen sind noch Reste der spätgotischen Wandmalereien erhalten. Sie sind in Al-fresco-Technik ausgeführt und stellen die Geburt Christi und Maria am Spinnrad mit einem Engel dar.

## Ausstattung
- Das Taufbecken aus Basaltlava stammt aus romanischer Zeit.